# 核連鎖反應
核連鎖反應（英語：Nuclear chain reaction），是當發生一個核反應，兩個或以上的周邊核反應被觸動，從而帶動其他核反應以指數形式增長。在臨界質量的核裂變燃料發生的不受控核連鎖反應可釋放出巨大能量，也是純核裂变炸弹的威力來源。在核子反应堆中，核連鎖反應可通過插入吸收中子的控制捧人工中止。

## 历史
西非的奥克洛是目前世界上唯一已知的曾經自然发生自持的核連鎖反應的地方，共有16处。从大约20亿年以前开始反应，断断续续反应几十万年，在此期间平均输出功率为100千瓦。
1933年，链式反应的设想最初由核物理学家利奥·西拉德构想提出。1942年12月2日，美国曼哈顿计划期间，恩里科·费米领导小组在美国芝加哥大学建立了人类第一台可控核反应堆（芝加哥1号堆），成功产生了可控的核链式反应。